# Cheiracanthium mangiferae
Cheiracanthium mangiferae är en spindelart som beskrevs av Thomas Workman 1896. Cheiracanthium mangiferae ingår i släktet Cheiracanthium och familjen sporrspindlar. Inga underarter finns listade i Catalogue of Life.